# کیندبرگ
کیندبرگ (به آلمانی: Kindberg) یک شهر در اتریش است که در بروک مورتسوچلاگ واقع شده‌است. کیندبرگ ۴۱٫۵۴ کیلومتر مربع مساحت دارد ۵۶۵ متر بالاتر از سطح دریا واقع شده‌است.